# Tom DeLay

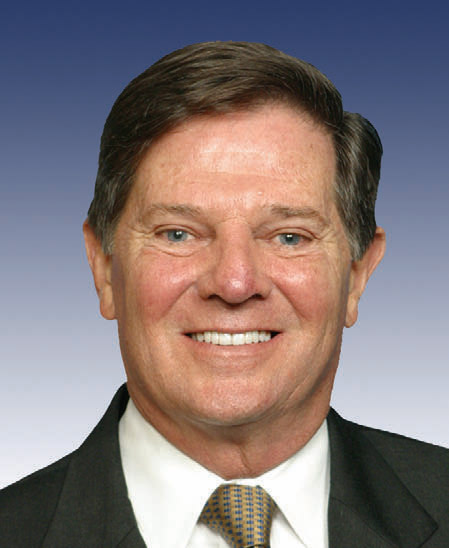
Tom DeLay

Thomas Dale „Tom“ DeLay (* 8. April 1947 in Laredo, Texas) ist ein US-amerikanischer Politiker der Republikanischen Partei. Er gehörte dem Repräsentantenhaus der Vereinigten Staaten von 1985 bis 2006 an und hatte verschiedene Führungsposten inne, zuletzt den des Fraktionsvorsitzenden.

## Leben
Tom DeLay verbrachte einen Teil seiner Kindheit in Venezuela, wo sein Vater in der Öl- und Gasförderung arbeitete. An der University of Houston legte er 1970 ein Examen in Biologie ab, nachdem er von der Baylor University wegen Trunksucht ausgeschlossen worden war. Während seiner Zeit als Abgeordneter im Repräsentantenhaus von Texas von 1978 bis 1985 setzte er sich für den Kampf gegen Alkoholismus ein.
Bei der Wahl 1984 wurde er für den 22. Kongresswahlbezirk von Texas in das Repräsentantenhaus der Vereinigten Staaten gewählt. Er gehörte dem Kongress ab dem 3. Januar 1985 an. Nachdem die Republikaner bei der Kongresswahl 1994 die Mehrheit im Repräsentantenhaus errungen hatten, wählten ihn seine Parteikollegen Anfang 1995 zum Whip der Fraktion. Wegen seines Einsatzes für die Parteidisziplin erhielt er dabei den Spitznamen „The Hammer“. Nach acht Jahren wurde er Anfang 2003 zum Mehrheitsführer.
Am 28. September 2005 wurde DeLay von der Staatsanwaltschaft des Travis County angeklagt, Spendengelder in Höhe von 190.000 US-Dollar für Wahlkampagnen republikanischer Kandidaten aus Texas missbraucht zu haben. Er legte daraufhin den Posten des Mehrheitsführers zeitweilig nieder, behielt aber sein Abgeordnetenmandat. Weitere Vorwürfe wurden im Oktober 2005 erhoben. Nach einer Aussage des Lobbyisten und Kronzeugen Jack Abramoff, die auch DeLay belastete, legte er am 7. Januar 2006 sein Amt als Fraktionsvorsitzender der Republikaner endgültig nieder. Nachfolger in diesem Amt wurde John Boehner. DeLay bestritt weiterhin, sich ethisch inkorrekt verhalten zu haben, und wollte zunächst erneut für das Repräsentantenhaus kandidieren. Am 3. April 2006 gab DeLay dann bekannt, nicht zur Wiederwahl im November 2006 anzutreten. Am 9. Juni 2006 zog sich DeLay dann vorzeitig aus dem Kongress zurück.
2009 befeuerte der rechte Flügel der Republikaner die Debatte um die Geburtsurkunde Präsident Barack Obamas und unterstellte ihm, nicht in den Vereinigten Staaten geboren zu sein, was seine Legitimität als Präsident untergraben hätte (natural born citizen). Am 19. August 2009 sagte DeLay in der Sendung Hardball, Obama solle seine Geburtsurkunde vorzeigen.
Am 24. November 2010 sprach ihn ein Gericht in Austin nach 19 Stunden Geschworenenberatung wegen Verschwörung und Geldwäsche für schuldig. Am 10. Januar 2011 wurde er wegen Verschwörung von einem Richter zu drei Jahren Haft verurteilt. Wegen Geldwäsche wurde er zu zehn Jahren auf Bewährung verurteilt. Ein Berufungsgericht hob die Verurteilung 2013 auf, was der Texas Court of Criminal Appeal im Oktober 2014 bestätigte.
Neben Jack Abramoffs werden auch DeLays Lobbytätigkeiten in dem Dokumentarfilm Casino Jack and the United States of Money von 2010 aufgearbeitet.

## Positionen
DeLay gilt als sehr konservativer, rechter Republikaner. 
Außenpolitisch ist er als starker Unterstützer Israels bekannt. Seiner Auffassung nach steht nur die Republikanische Partei im Gegensatz zu den Demokraten treu zu Israel. 2003 besuchte er Israel und traf Mitglieder des israelischen Parlaments. Er lehnt jeglichen Kompromiss bezüglich der Rückgabe von besetzten Gebieten an die Palästinenser ab, so dass der rechte Politiker Arieh Eldad sagte, er habe immer gedacht, er sei der Rechteste im Parlament, bis er DeLays Rede gehört habe. Der frühere Mossad-Chef Dani Jatom sagte: „Der Likud ist nichts im Vergleich zu diesem Kerl“.
Im Jahr 2005 war er eine derjenigen, die die Regierung Bush dazu brachten, die Unterstützung der Palästinensischen Autonomiebehörde abzulehnen. Einige jüdische Politiker drückten ihre Besorgnis über die Art und Weise aus, wie der „texanische republikanische Evangelikale die amerikanischen und israelischen Bemühungen, eine Zwei-Staaten-Lösung zu finden, unterlaufe.“